# Double or Nothing (2023)
Pour les articles homonymes, voir Double or Nothing.
Double or Nothing (2023) est un Pay-per-view de catch (lutte professionnelle) produit par la promotion américaine All Elite Wrestling. L'événement a eu lieu le 28 mai 2023 à la T-Mobile Arena à Paradise (Nevada). Il s'agit de la cinquième édition de Double or Nothing.

## Contexte
Les spectacles de la All Elite Wrestling (AEW) sont constitués de matchs aux résultats prédéterminés par les scénaristes de la AEW. Ces rencontres sont justifiées par des storylines – une rivalité entre catcheurs, la plupart du temps – ou par des qualifications survenues dans les shows de la AEW. Tous les catcheurs possèdent un gimmick, c'est-à-dire qu'ils incarnent un personnage gentil (Face) ou méchant (Heel), qui évolue au fil des rencontres. Un événement comme Double or Nothing est donc un événement tournant pour les différentes storylines en cours.

## Tableau des matchs
| Ordre par numéros | Résultat | Stipulation(s)                                                                                        | Temps |
| --- | --- | --- | ----- |
| 1P | The Hardys (Matt Hardy et Jeff Hardy) et HOOK battent The Gunns (Austin Gunn et Colten Gunn) et Ethan Page par soumission                                         | Trios match (Si les Hardys et Hook gagnent, Matt Hardy aura le contrôle sur le contrat d'Ethan Page.) | 15:10 |
| 2 | Orange Cassidy (c) remporte le Blackjack Battle Royal en éliminant en dernier Swerve Strickland,                                                                  | 21-Man Battle Royal pour le AEW International Championship                                            | 22:25 |
| 3 | Adam Cole bat Chris Jericho par arrêt de l'arbitre | Unsanctioned match Sabu est le special guest enforcer.                                                | 17:00 |
| 4 | FTR (Cash Wheeler et Dax Harwood) (c) battent Jeff Jarrett et Jay Lethal                                                                                          | Tag Team match pour les AEW World Tag Team Championship Mark Briscoe est l'arbitre spécial            | 20:00 |
| 5 | Wardlow (c) (avec Arn Anderson) bat Christian Cage (avec Luchasaurus)                                                                                             | Ladder match pour le AEW TNT Championship                                                             | 17:10 |
| 6 | Toni Storm (avec Saraya et Ruby Soho) bat Jamie Hayter (c) | Match simple pour le AEW Women's World Championship                                                   | 3:05  |
| 7 | House of Black (Malakai Black, Brody King et Buddy Matthews) (c) (avec Julia Hart) battent The Acclaimed (Anthony Bowens et Max Caster) et "Daddy Ass" Billy Gunn | Open House Trios match pour les AEW World Trios Championship                                          | 15:30 |
| 8 | Jade Cargill (c) (avec Leila Grey et Mark Sterling) bat Taya Valkyrie                                                                                             | Match simple pour le AEW TBS Championship                                                             | 8:50  |
| 9 | Kris Statlander bat Jade Cargill (c) (avec Leila Grey et Mark Sterling)                                                                                           | Match simple pour le AEW TBS Championship                                                             | 0:50  |
| 10 | MJF (c) bat Darby Allin, "Jungle Boy" Jack Perry et Sammy Guevara                                                                                                 | Fatal 4-Way match pour le AEW World Championship                                                      | 27:50 |
| 11 | Blackpool Combat Club (Bryan Danielson, Jon Moxley, Claudio Castagnoli et Wheeler Yuta) battent The Elite (Kenny Omega, The Young Bucks et "Hangman" Adam Page)   | Anarchy in the Arena match                                                                            | 27:00 |
| La lettre C placée entre parenthèses désigne la personne ou l’équipe championne en titre. P – indique que le match a eu lieu lors du pré-show | | |       |